# Campeonato de España Femenino 1950
El Campeonato de España Femenino 1950 corresponde a la 4ª edición de dicho torneo. Se celebró el 1950 en Gijón.
Esta edición pasó tan desapercibida a nivel mediático en su momento que en las crónicas de la final del año siguiente se contabiliza la de 1951 como la cuarta edición de este campeonato. Pronto se subsanó este error y se la incluye en el palmarés como el primer título de los cuatro consecutivos que sumó la Sección Femenina de Madrid. Sin embargo no se ha podido localizar ni noticia de actualidad en la que se haga referencia a esta final, ni tan siquiera un compendio o palmarés en el que aparezca reflejado de manera fiable al menos el resultado de aquel encuentro.

## Fase final
|  | Final                           |                                 |    |  |
|  |                                 |                                 |    |  |
|  | Sección Femenina de Madrid      | Sección Femenina de Madrid      | ND |  |
|  | Sección Femenina de Madrid      | Sección Femenina de Madrid      | ND |  |
|  | Sección Femenina de Guadalajara | Sección Femenina de Guadalajara | ND |  |
|  | Sección Femenina de Guadalajara | Sección Femenina de Guadalajara | ND |  |

### Final
| 1950 | Sección Femenina de Madrid | ND–ND | Sección Femenina de Guadalajara |                 |
|      |                            |       |                                 |                 |
|      |                            |       |                                 | Pabellón: Gijón |

| Ganadoras del Campeonato de España Femenino 1950 |
| ------------------------------------------------ |
| Sección Femenina de Madrid 3º título             |